# Gibsonia
Gibsonia és una concentració de població designada pel cens dels Estats Units a l'estat de Florida. Segons el cens del 2000 tenia 4.507 habitants.

## Demografia
Segons el cens del 2000, Gibsonia tenia 4.507 habitants, 1.747 habitatges, i 1.271 famílies. La densitat de població era de 674,5 habitants/km².
Dels 1.747 habitatges en un 30,5% hi vivien nens de menys de 18 anys, en un 56,4% hi vivien parelles casades, en un 12,1% dones solteres, i en un 27,2% no eren unitats familiars. En el 22,6% dels habitatges hi vivien persones soles el 10,4% de les quals corresponia a persones de 65 anys o més que vivien soles. El nombre mitjà de persones vivint en cada habitatge era de 2,56 i el nombre mitjà de persones que vivien en cada família era de 2,99.
Per edats la població es repartia de la següent manera: un 24,3% tenia menys de 18 anys, un 8,2% entre 18 i 24, un 26,2% entre 25 i 44, un 25% de 45 a 60 i un 16,3% 65 anys o més.
L'edat mediana era de 39 anys. Per cada 100 dones de 18 o més anys hi havia 90,4 homes.
La renda mediana per habitatge era de 39.010 $ i la renda mediana per família de 44.405 $. Els homes tenien una renda mediana de 30.015 $ mentre que les dones 22.454 $. La renda per capita de la població era de 17.010 $. Entorn del 7,2% de les famílies i el 10,6% de la població estaven per davall del llindar de pobresa.

## Poblacions més properes
El següent diagrama mostra les poblacions més properes.